# Уголовные расследования с участием Биньямина Нетаньяху
Против Биньямина Нетаньяху, главы правительства Израиля, за его карьеру велось несколько уголовных расследований. Ряд предъявленных обвинений были ранее сняты. Ряд расследований продолжается, в том числе по статьям «Получение взятки» (статья 290 УК) и «Мошенничество и обман общественного доверия» (статья 284 УК). Относительно всех расследований Нетаньяху заявлял, что обвинения безосновательны и «закончатся ничем». Бремя доказывания вины Биньямина Нетаньяху лежит на прокуратуре, до тех пор он считается невиновным, и на данном этапе нет никаких препятствий для выполнения им обязанностей главы правительства.
В 2019 г. прокуратура официально предъявила Нетаньяху обвинения во взяточничестве, мошенничестве и злоупотреблении доверием.

## Дело о подарках (1996—2000)
Во время первого премьерского срока Биньямина Нетаньяху (1996—1999) полиция рекомендовала предъявить ему и его жене Саре уголовное обвинение за хранение официальных подарков, которые следовало передать государству. В 2000 году эти обвинения были сняты.

## Дело Бар-Она и Хеврона (1997—2001)
В 1997 году назначение правительством на должность юридического советника Рони Бар-Она, юриста и активиста партии Ликуд, вызвало скандал. Бар-Он ушёл в отставку, и вскоре после этого было начато уголовное расследование против Нетаньяху, министра юстиции Цахи Ханегби и других по подозрению в том, что партия ШАС хотела получить юрсоветника, лояльного её лидеру Арье Дери, обвинявшемуся в коррупции, и что это назначение могло быть услугой в обмен на поддержку партией Хевронских соглашений. Дело было закрыто без предъявления обвинений.

## Дело о ремонтных услугах (1999)
В 1999 году израильская полиция провела ещё одно расследование в отношении Нетаньяху. Дело касалось услуг по ремонту, уборке и перестановке мебели, предоставлявшихся в течение 3—6 лет мелким подрядчиком в офисе и резиденции Нетаньяху, на общую сумму около 100 000 долларов. Пресса высказала предположения, что эти услуги могли быть чьим-либо подарком. Обвинения инициировала левая газета Гаарец; критики, в свою очередь, обвиняли левую партию Авода и её сторонников в стремлении очернить Нетаньяху. Вскоре обвинения были признаны безосновательными, и расследование было закрыто.

## Дело 1000
«Дело 1000» («Дело о подарках») было официально открыто в 2016 году. В ходе этого расследования были изучены ценные подарки (на сумму не менее миллиона шекелей, что составляло более 280 тыс. долларов), полученные Нетаньяху и его семьей на протяжении многих лет от нескольких известных богатых знакомых семьи, в особенности Арнона Милчена и Джеймса Пэкера. Согласно газете Jerusalem Post, в числе подарков были дорогие сигары и шампанское, и таким образом, по мнению издания, Милчен «расплатился» за помощь в получении американской визы.

## Дело 2000
В этом деле расследуются контакты между Биньямином Нетаньяху и владельцем концерна «Едиот ахронот» Арноном Мозесом на предмет улучшения имиджа Нетаньяху в обмен на некоторые услуги (поиск инвесторов для концерна и запрет на распространение бесплатных газет и в первую очередь издания «Исраэль хайом»).
Прокуратура объявила, что Нетаньяху будет предъявлено обвинение в мошенничестве и нарушении общественного доверия (ст. 284 УК).

## Дело 3000 («дело о подлодках»)
«Дело 3000» — крупнейший коррупционный скандал в истории Израиля.
В рамках расследования по делу о закупке министерством обороны германских подводных лодок израильская полиция произвела аресты подозреваемых, в том числе крупного бизнесмена, бывших высокопоставленных чиновников Совета по национальной безопасности, личного адвоката премьер-министра Биньямина Нетаньяху и бывшего командующего ВМФ Израиля.
Расследованием занимаются сотрудники особого отдела полиции «Лахав 433».
24 июня 2024 государственная комиссия Груниса по расследованию этого дела пять предупреждений тем, кто может пострадать от расследования, включая премьера правительства Биньямин Нетаниягу. Кроме него, письма отправленны бывшему министру обороны Моше Яалону, бывшему директору «Моссада» Йоси Коэну, бывшему командующему ВМС Раму Ротбергу и бывшему сотруднику Совета национальной безопасности Авнеру Симхони.
В сентябре 2024 г. прокуратура решила не проводить расследование о роли лично Нетаньяху в деле за недостатком доказательств.

## Дело 4000 (дело «Безек-Walla»[17])
В «деле 4000» рассматриваются подозрения, согласно которым Нетаньяху на посту министра связи утвердил сделку о слиянии компаний «Безек» и «Йес» в обмен на положительные публикации о себе на портале «Walla!».
Расследование началось в июне 2017 года.
По делу 4000 премьер-министру выдвинуты обвинения в мошенничестве, получении взяток и злоупотреблении служебным положением.

## Слушания по делам 1000, 2000 и 4000
Первое слушание судебного процесса по делам 1000, 2000 и 4000 прошло 24 мая 2020 года. Рассмотрение дела было отложено из-за пандемии COVID-19 и возобновилось после выборов в кнессет 24 созыва.